# Хлебце
Хлебце (словен. Hlebce) — поселення в общині Радовлиця, Горенський регіон, Словенія. Висота над рівнем моря: 521,7 м.